# Centrosema tapirapoanense
Centrosema tapirapoanense är en ärtväxtart som beskrevs av Frederico Carlos Hoehne. Centrosema tapirapoanense ingår i släktet Centrosema och familjen ärtväxter. Inga underarter finns listade i Catalogue of Life.